# Landkreis Zell (Mosel)
Der Landkreis Zell (Mosel) mit Sitz in Zell (Mosel) bestand bis zum Jahr 1969.

## Geographie
Der Landkreis grenzte im Uhrzeigersinn im Nordwesten beginnend an die Landkreise Cochem, Simmern, Bernkastel und Wittlich.

## Geschichte
Nachdem das Königreich Preußen im Jahre 1815 auf dem Wiener Kongress das Rheinland zugesprochen bekommen hatte, wurde am 14. Mai 1816 wurde im Amtsblatt der Bezirksregierung zu Coblenz die Einteilung des Regierungsbezirks Koblenz in 16 Kreise veröffentlicht, von denen einer der Kreis Zell war. Von 1822 an gehörte der Regierungsbezirk Koblenz mit dem Kreis Zell zu der neu geschaffenen Rheinprovinz.
Bei der Kreisreform in Rheinland-Pfalz am 7. Juni 1969 wurde der Landkreis Zell aufgelöst:
- Die Stadt Traben-Trarbach sowie die Ortsgemeinden Burg, Enkirch, Starkenburg und Thalkleinich kamen zum neuen Landkreis Bernkastel-Wittlich.
- Die Ortsgemeinden Bärenbach, Belg, Büchenbeuren, Hahn, Hirschfeld, Irmenach, Lautzenhausen, Lötzbeuren, Niedersohren, Niederweiler, Raversbeuren, Rödelhausen, Sohren, Wahlenau und Würrich kamen zum neuen Rhein-Hunsrück-Kreis. Beuren, Irmenach und Lötzbeuren wechselten am 7. November 1970 aus dem Rhein-Hunsrück-Kreis in den Landkreis Bernkastel-Wittlich.
- Die Stadt Zell und alle übrigen Ortsgemeinden wurden mit dem aufgelösten Landkreis Cochem zum neuen Landkreis Cochem-Zell vereinigt. Aus diesem wechselte am 9. November 1970 die Ortsgemeinde Mastershausen in den Rhein-Hunsrück-Kreis.[2]

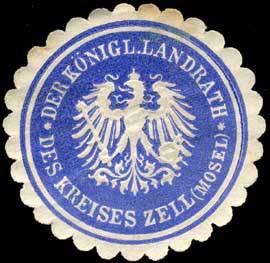
Siegelmarke Der Königliche Landrath des Kreises Zell (Mosel)
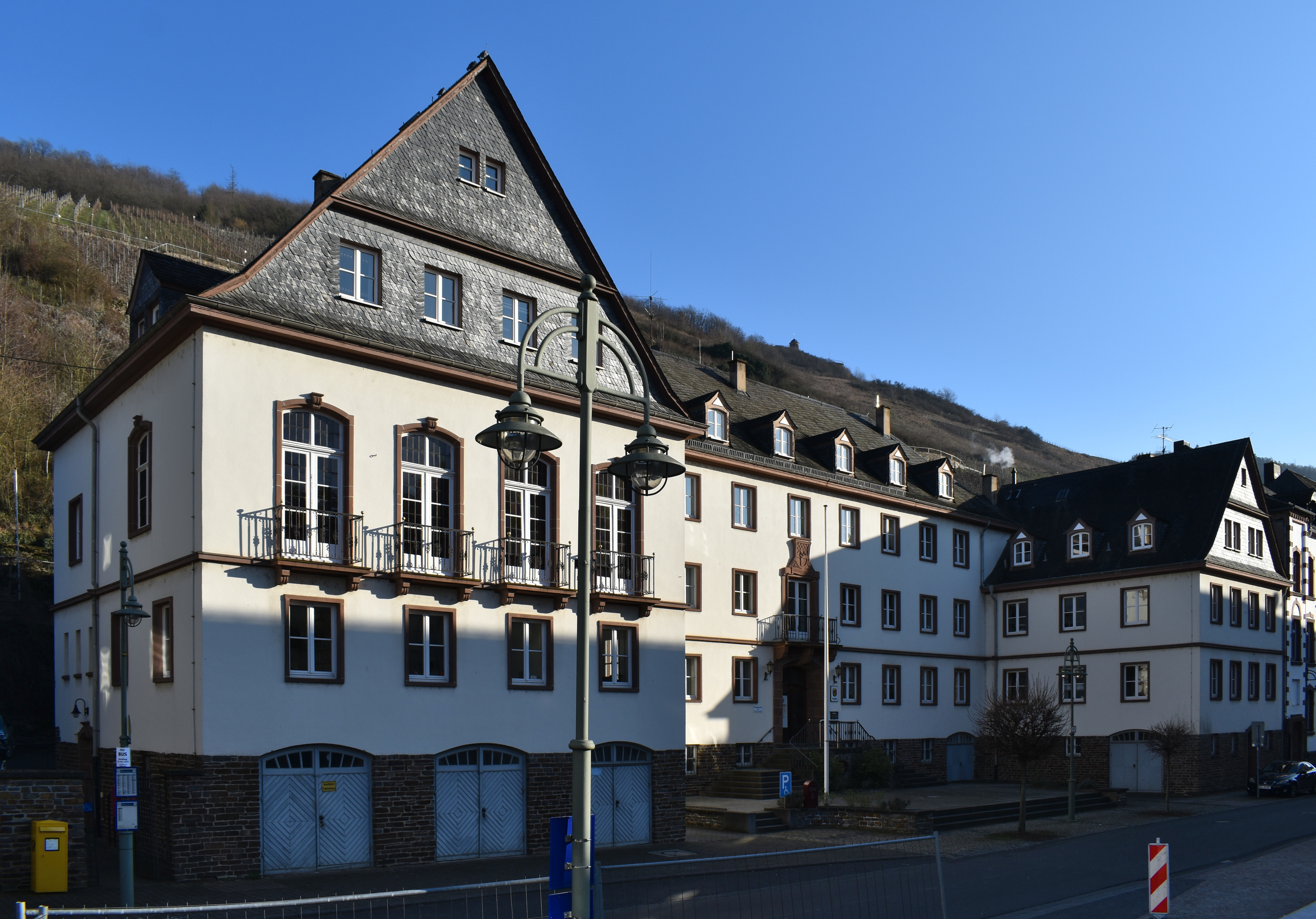
Früheres Kreishaus des Landkreises in der Schloßstraße in Zell

## Einwohnerentwicklung
| Jahr | Einwohner | Quelle |
| ---- | --------- | ------ |
| 1816 | 21.304    | [ 3 ]  |
| 1838 | 27.424    | [ 4 ]  |
| 1871 | 29.090    | [ 5 ]  |
| 1885 | 30.281    | [ 5 ]  |
| 1900 | 32.350    | [ 6 ]  |
| 1910 | 33.555    | [ 6 ]  |
| 1925 | 32.296    | [ 6 ]  |
| 1939 | 32.719    | [ 6 ]  |
| 1950 | 35.705    | [ 6 ]  |
| 1960 | 36.300    | [ 6 ]  |
| 1968 | 35.015    |        |

## Landräte
| - 1816:–0000 Salentin von Cohausen - 1816–1850: Friedrich Alexander Moritz - 1850–1851: Leopold Kaufmann (vertretungsweise) - 1851–1860: Rudolph Ulrich - 1860–1867: Eduard Hüger - 1867–1875: Carl Knebel - 1870–1872: Clemens August Heckmann (vertretungsweise) - 1875–1878: Gerhard Grothusen - 1878–1884: Eugen von Steinmann - 1885–1889: Wilhelm Dewitz von Woyna - 1889–1910: Walther Koenig - 1910–1935: Gustav von Stein | - 1935–1940: Hermann Unger - 1940–1942: Joachim Hohberg (vertretungsweise) - 1942:–0000 Walter Schlüter - 1942–1944: Otto Niese (vertretungsweise) - 1944–1945: Bruno Jung - 1945:–0000 Fritz Melsheimer - 1945–1946: Paul Leidinger - 1946–1948: Josef Jansen - 1948–1954: Hans Puhl - 1955–1966: Hans Keller - 1966–1967: Karl Albert Reisch - 1967–1969: Johann Steffen (vertretungsweise) |

## Städte und Gemeinden
Dem Landkreis Zell gehörten zum Zeitpunkt seiner Auflösung im Jahre 1969 zwei Städte und 50 Ortsgemeinden an:
| 1. Aldegund, heute: Sankt Aldegund 2. Alf 3. Altlay 4. Altstrimmig 5. Bärenbach 6. Beilstein 7. Belg 8. Beuren, heute zu Irmenach 9. Blankenrath 10. Briedel 11. Briedern 12. Büchenbeuren 13. Bullay 14. Burg 15. Enkirch 16. Forst 17. Grenderich 18. Hahn | 1. Haserich 2. Hesweiler 3. Hirschfeld 4. Irmenach 5. Lautzenhausen 6. Liesenich 7. Löffelscheid, heute zu Peterswald-Löffelscheid 8. Lötzbeuren 9. Mastershausen 10. Merl, heute zu Zell 11. Mesenich 12. Mittelstrimmig 13. Moritzheim 14. Neef 15. Niedersohren 16. Niederweiler 17. Panzweiler | 1. Peterswald, heute zu Peterswald-Löffelscheid 2. Pünderich 3. Raversbeuren 4. Reidenhausen 5. Rödelhausen 6. Schauren 7. Senheim 8. Sohren 9. Sosberg 10. Starkenburg 11. Tellig 12. Thalkleinich, heute zu Kleinich 13. Traben-Trarbach, Stadt 14. Wahlenau 15. Walhausen 16. Würrich 17. Zell (Mosel), Stadt |

Die Gemeinde Traben und die Stadt Trarbach waren 1904 zur Stadt Traben-Trarbach zusammengeschlossen worden. Die Gemeinde Kaimt war 1950 in die Stadt Zell eingemeindet worden.

## Kfz-Kennzeichen
Am 1. Juli 1956 wurde dem Landkreis bei der Einführung der bis heute gültigen Kfz-Kennzeichen das Unterscheidungszeichen ZEL zugewiesen. Es wurde bis zum 6. Juni 1969 ausgegeben. Seit dem 15. November 2012 ist es im Landkreis Cochem-Zell erhältlich.